# Лебедевка (Курганская область)
Лебедевка — деревня в Звериноголовском районе Курганской области России. Входит в состав Трудовского сельсовета.

## География
Деревня находится на юге Курганской области, в пределах южной части Западно-Сибирской равнины, в лесостепной зоне, на южном берегу озера Камышного, к западу от реки Тобол, на расстоянии примерно 9 километров (по прямой) к северо-западу от села Звериноголовского, административного центра района. Абсолютная высота — 83 метра над уровнем моря.
Климат
Климат характеризуется как континентальный, с холодной малоснежной зимой и тёплым сухим летом. Средняя температура воздуха самого холодного месяца (января) составляет −17,8 °C (абсолютный минимум — −35 °С); самого тёплого месяца (июля) — 19,5 °C (абсолютный максимум — 41 °С). Безморозный период длится 115 дней. Годовое количество атмосферных осадков — 338 мм.
Часовой пояс
Село Круглое, как и вся Курганская область, находится в часовой зоне МСК+2. Смещение применяемого времени относительно UTC составляет +5:00.

## Население
| 1989 | 2002 | 2010 |
| ---- | ---- | ---- |
| 158  | ↘122 | ↘66  |

Гендерный состав
По данным Всероссийской переписи населения 2010 года в гендерной структуре населения мужчины составляли 42,4 %, женщины — соответственно 57,6 %.
Национальный состав
Согласно результатам Всероссийской переписи населения 2002 года, в национальной структуре населения казахи составляли 58 %, русские — 41 %.